# Parasphaerocera nigrifemur
Parasphaerocera nigrifemur är en tvåvingeart som först beskrevs av Malloch 1925.  Parasphaerocera nigrifemur ingår i släktet Parasphaerocera och familjen hoppflugor. Inga underarter finns listade i Catalogue of Life.